# Tăcuta
Tăcuta is een Roemeense gemeente in het district Vaslui.
Tăcuta telt 3412 inwoners.